# Malta en los Juegos Olímpicos de Múnich 1972
Malta estuvo representada en los Juegos Olímpicos de Múnich 1972 por cinco deportistas masculinos que compitieron en dos deportes.
El portador de la bandera en la ceremonia de apertura fue el tirador Joseph Grech. El equipo olímpico maltés no obtuvo ninguna medalla en estos Juegos.